# Madame Qui ?
Pour plus de détails, voir Fiche technique et Distribution.
Madame Qui ? (titre original : Madam Who?) est un film américain muet réalisé par Reginald Barker. 
Sorti en 1918, le film met en vedette Bessie Barriscale. Il a été produit par Paralta Plays et distribué par WW Hodkinson Corporation et la General Film Company.
Le film est une adaptation d'une histoire de Harold MacGrath par Monte M. Katterjohn et Clyde De Vinna. La direction artistique du film a été réalisée par Robert Brunton,. 

## Fiche technique
- Titre original : Madam Who?
- Réalisation : Reginald Barker
- Scénario : Clyde De Vinna, Monte M. Katterjohn d'après une histoire de Harold McGrath
- Photographie : Clyde De Vinna
- Pays de production : États-Unis
- Format : Noir et blanc - 1,33:1 - Film muet
- Genre : drame
- Durée : 7 bobines
- Date de sortie : 
  - États-Unis : 1er janvier 1918

## Distribution
- Bessie Barriscale : Jeanne Beaufort
- Edward Coxen : John Armitage
- Howard C. Hickman : Henry Morgan
- Joseph J. Dowling : 'Parson' John Kennedy
- David Hartford : Alan Crandall
- Fanny Midgley : Mrs. Howard
- Nick Cogley : Mose
- Eugene Pallette : Lieutenant Conroy
- Wallace Worsley : Albert Lockhart
- Clarence Barr : Président Abraham Lincoln
- Bert Hadley : Général Grant

## Conservation
Une copie 35 mm de Madam Who? est détenue par la Bibliothèque du Congrès , bien que son entrée dans la base de données ne précise pas si la copie est complète,.